# Tihomir Novak
Tihomir Novak (Kutina, 24 ottobre 1986) è un giocatore di calcio a 5 croato.

## Carriera

### Club
In Croazia ha vinto due campionati e quattro Coppe nazionali. Nel 2013 si trasferisce all'Asti su indicazioni di Tiago Polido che lo aveva già allenato ai tempi del Nacional Zagabria.

### Nazionale
Novak ha esordito con la selezione croata il 5 luglio 2007 nell'incontro giocato contro l'Ungheria; nella stessa partita ha messo a segno la sua prima rete con la nazionale.

## Palmarès
- Campionato croato: 3
Gospić: 2007-08
Nacional Zagabria: 2009-10, 2014-15
- Coppa di Croazia: 4
Gospić: 2007-08
Nacional Zagabria: 2009-10
Spalato: 2011-12
- Winter Cup: 1
Asti: 2013-14